# الدين في حدود مجرد العقل
الدين في حدود مجرد العقل كتاب للفيلسوف الألماني إيمانويل كانت. على الرغم من أن غرضه أصبح مسألة خلاف ، إلا أن التأثير الهائل والدائم للكتاب على تاريخ اللاهوت وفلسفة الدين أمر لا جدال فيه. وتتكون من أربعة أجزاء ، تسمى القطع ، مكتوبة في الأصل على أنها سلسلة من أربع مقالات صحفية. ينتقد كانت بشدة الطقوس والخرافات والتسلسل الهرمي للكنيسة في هذا العمل.

## نبذة
ظهرت القطعة الأولى في الأصل كمقال (أبريل 1792). قوبلت محاولة كانت لنشر القطعة الثانية في نفس المجلة بمعارضة من حاجب الملك. رتب بعد ذلك لنشر جميع القطع الأربعة في شكل كتاب، وتوجيهها من خلال قسم الفلسفة في جامعة جينا لتجنب الحاجة إلى الرقابة اللاهوتية. عندما نشر طبعة ثانية في عام 1794، كان الحاجب غاضبًا للغاية لدرجة أنه رتب لأمر ملكي يطلب عدم نشر.

## روابط خارجية
- الدين في حدود مجرد العقل على موقع الموسوعة البريطانية (الإنجليزية)